# KEEL (software)
KEEL (siglas de Knowledge Extraction based on Evolutionary Learning; en español, Extracción de Conocimiento basado en Aprendizaje Evolutivo) es un conjunto de herramientas de software de aprendizaje automático, desarrollados bajo el proyecto español nacional TIC2002-04036-C05, TIN2005-08386-C05 y TIN2008-06681-C06.

## Descripción
KEEL (quilla, en inglés) es una herramienta de software no comercial, diseñado para resolver una amplia gama de problemas de minería de datos  (regresión, clasificación, asociación, agrupamiento...) mediante la generación de experimentos estándar y educativos, y para evaluar algoritmos evolutivos. Dispone de una amplia librería de algoritmos de Sistemas Difusos Evolutivos basados en diferentes esquemas: Míchigan, Pittsburgh, IRL y GCCL. También dispone de módulos de tratamiento de datos y análisis estadísticos.
Tiene una colección de bibliotecas para técnicas de procesamiento previo y posterior para manipulación de datos, métodos de computación suave en conocimiento de extracción y aprendizaje y para proporcionar métodos de investigación científica.

## Características
KEEL permite al usuario emplear AEs en diferentes tipos de problemas de minería de datos: regresión, clasificación, agrupamiento, asociación, etc.,
Los programas implementados se aplican en amplia investigación y metas educativas como: aprendizaje de regla de difusión evolutiva, ajuste de regla de Mamdani, redes neurales artificiales genéticas, y aprendizaje de sistemas de clasificación (Learning Classifier Systems).